# Dalma Kovács
Dalma Kovács (ur. 18 maja 1985 w Braszowie) – rumuńska piosenkarka pochodzenia węgierskiego.
Jej pierwsza piosenka „Love Was Never Her Friend” zakwalifikowała się do finału krajowych selekcji do Eurowizji 2009.
Jest rumuńskim głosem Elsy z Krainy lodu.

## Dyskografia
Albumy studyjne
- Albumul de debut (2010)

Single
- „Love Was Never Her Friend” (2009)
- „Lovely Nerd” (2009)
- „I'm Running” (2010)
- „Fever” (2012)